# Baltica (paleocontinent)

Baltica a fost un paleocontinent.

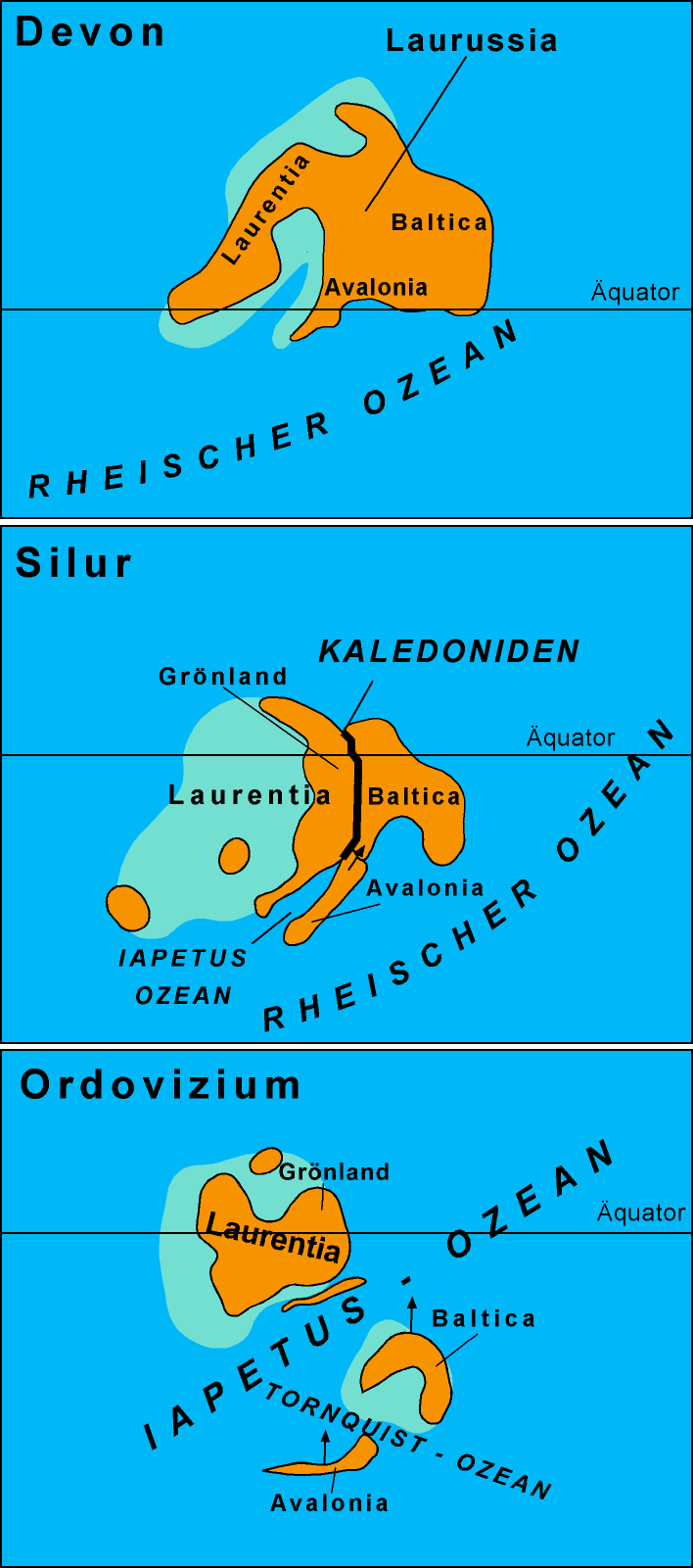
Diagrama schematică a evoluției paleogeografice a Avaloniei, Balticii și Laurenției din Ordovician până la închiderea Oceanului Iapetus din Devonian.

Poziția finală a paleocontinentelor din care s-a format Euramerica, la debutul Devonianului

Prin coliziunea sa în Paleozoic cu Laurenția și Avalonia, și închiderea Oceanului Iapetus s-a format supercontinentului Euramerica.